# Abendzeitung
«А̀бендца́йтунг» (Abendzeitung с нем. — «Вечерняя газета», сокр. AZ) — немецкий таблоид, издаваемый в Мюнхене, с региональной версией для Нюрнберга. С 2008 года главным редактором является Майкл Шиллинг (нем. Michael Schilling), сменивший на этом посту Арно Маковски. Тираж по состоянию на 2009 год составлял 186 000 экземпляров..

## История
Газета была основана 16 июня 1948 года Вернером Фридманном, как таблоид, нацеленный на более интеллигентную публику, чем традиционные читатели бульварных газет. Газета отличалась необычно большим разделом культуры, по сравнению с другими таблоидами и несколько более длинными текстами. Нюрнбергская версия появилась в 60-е годы. Были также безуспешные попытки создать версии для Штутгарта и Аугсбурга. Газета распространяется в Мюнхене и прилежащих регионах Верхней Баварии, а также в Нюрнбергском регионе. До 2014 года управлялся семьей Фридманн, Аннелизой Фридманн и доктором Йоханессом Фридманном, женой и сыном основателя газеты. В июле 2014 года газета была передана Мартину Балле (нем. Martin Balle), издателю Straubinger Tagblatt, и ещё одному инвестору. С тех пор выпуск вечерней газеты продолжила меньшая редакция со значительно меньшим тиражом 37 126 экземпляров.

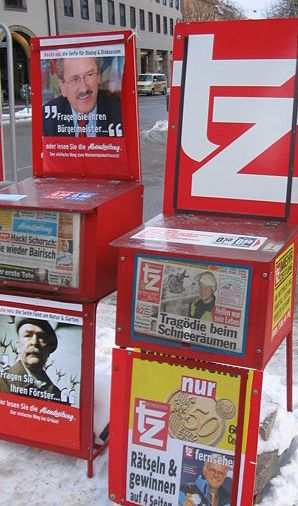
Продажа таблоидов в Мюнхене, на заднем плане Abendzeitung